# Océano Ural
El océano Ural fue un antiguo y pequeño océano localizado entre Siberia y Báltica. El océano se formó a finales del Ordovícico cuando las grandes islas de Siberia colisionaron con Báltica, que ahora formaba parte del supercontinente de Euramérica. Las islas también cerraron el océano Khanty, predecesor del océano Ural. En el período Devónico, el océano Ural comienza a disminuir debido a que Siberia y el microcontinente Kazakhstania se acercan a Báltica. A finales del Devónico y en el Misisípico, el océano Ural se convirtió en un canal marítimo. Por fin, cuando estos continentes chocaron en el Carbonífero, se cerró completamente el océano formándose los Montes Urales.